# Mittelpunkt des Kantons Appenzell Ausserrhoden
Der geographische Mittelpunkt des Kantons Appenzell Ausserrhoden befindet sich ausserhalb des Kantons, nämlich auf dem Gebiet des Bezirks Schlatt-Haslen im Kanton Appenzell Innerrhoden.

## Lage
Der geometrische Mittelpunkt von Appenzell Ausserrhoden ist nicht markiert worden. Da er sich in einem anderen Kanton befindet, wurde am 12. Mai 2012 anlässlich der Feierlichkeiten zum 100-Jahr-Jubiläum der amtlichen Vermessung in der Schweiz ein Geometer-Denkmal in Teufen AR enthüllt, das vom Ausserrhoder Konzeptkünstler H. R. Fricker kreiert worden ist. Die Position wurde als arithmetisches Mittel der Schwerpunkte aller 20 Gemeinden des Kantons ermittelt und symbolisiert somit den Mittelpunkt von Ausserrhoden.